# Multimondes (jeu)
Pour l’article homonyme, voir Multimondes.
Multimondes est un jeu de rôle de space opera créé par Cyril Cocchy, Hervé Fontanières, Michel Gaudo (également auteur du jeu Maléfices) et Pascal Gaudo. Il a été édité en France en 1988 par Oriflam.
Les joueurs y incarnent des membres de l'Agence Spatiale, organisme du Conseil des Planètes Unies (CPU) chargé d'effectuer diverses missions à travers les zones habitées du système solaire en 2488 : Terre, Lune, Venus, Mars et Troie (ceinture d'astéroïdes entre Mars et Jupiter).
Dans sa critique pour le magazine Casus Belli, Pierre Rosenthal décrit Multimondes comme un "jeu de rôle de science-fiction technologique et d'espionnage dans un contexte géopolitique fouillé", mais regrette une accumulation d'erreurs et d'incohérences.